# Andrej Babiš
Andrej Babis (Bratislava, 5 de setembre de 1954) és un empresari i polític txec d'origen eslovac, primer ministre de la República Txeca des de desembre de 2017.
Nascut a Bratislava, en el que ara és Eslovàquia, en el si d'una família eslovaca, però després de la Revolució de Vellut va residir a la República Txeca. Des de gener de 2014 fins a maig de 2017, va ser ministre d'Hisenda de la República Txeca i viceprimer ministre responsable de l'economia, en un govern de coalició amb socialdemòcrates i democratacristians, fins que va ser destituït pel primer ministre Bohuslav Sobotka a causa d'acusacions d'irregularitats financeres. El 2012 Babiš va fundar i liderat el partit polític ANO, també conegut per "Aliança de Ciutadans insatisfets", (en txec: Akce Nespokojených Občanů), com a moviment de protesta contra la política establerta. Ha estat membre de la Cambra dels diputats (MP) des del 2013. Babiš, és considerat el segon home més ric de la República Txeca, amb un patrimoni net estimat de prop de $ 4,04 mil milions segons Bloomberg, és l'exdirector general i únic titular del Grup Agrofert, amb el control dels dos principals diaris del país a més de diverses ràdios i televisions.
Andrej Babiš va ser destituït del govern pel primer ministre Bohuslav Sobotka el 24 de maig de 2017 després d'una greu crisi de coalició que inicialment va començar amb acusacions de què Babiš va evitar pagar impostos com a conseller delegat d'Agrofert el 2012. Malgrat això, Babiš és un dels més populars polítics a la República Txeca.
Durant el seu mandat al Ministeri de Finances, Babiš va introduir polítiques polèmiques com el registre electrònic de vendes, conegut com a EET, la proposta de cobrament invers de l'impost al valor afegit i la declaració de control de l'IVA per a les empreses. Ha estat criticat per l'estricta regulació de les petites i mitjanes empreses i de la seva propietat exclusiva, tot oferint els ulls a les grans corporacions i ajudant a la seva pròpia explotació d'Agrofert.
Després de les eleccions legislatives de 2017 que van resultar en un parlament penjat sense coalicions possibles, el seu partit va ser el més votat amb el 29,6% dels vots, cosa que li va permetre optar al lloc de primer ministre, càrrec que ocupa des del 6 de desembre de 2017. Es va convertir en la persona més antiga i més rica d'assumir la presidència, així com el primer primer ministre en la història de la República Txeca en pertànyer a una grup polític diferent dels que hi havia hagut fins al moment, ODS o ČSSD. El 16 de gener de 2018, el seu govern va perdre una moció de vot de confiança (78 diputats a favor, davant de 117 en contra) a la Cambra de Diputats i va dimitir l'endemà, iniciant noves negociacions sobre un futur govern.
Babiš havia estat investigat tant per la policia txeca com per l'OLAF des del 2015 fins al 2017, enmig d'al·legacions que una empresa anònima controlava il·lícitament una subvenció de 2 milions d'euros de la Unió Europea. El setembre de 2017, va ser desposseït de la seva immunitat parlamentària després d'una sol·licitud policial en relació amb el cas i Babiš va ser acusat formalment el 9 d'octubre de 2017. L'OLAF va concloure la seva investigació el desembre de 2017 afirmant que havia trobat irregularitats i va donar el seu suport a les mesures adoptades per la policia txeca. A causa de la seva reelecció en les eleccions de 2017, va recuperar la seva immunitat parlamentària i la Cambra de Diputats va tornar a votar per aixecar-la el 19 de gener de 2018. Finalment, el parlament txec va desposseir al primer ministre Andrej Babis de la seva immunitat, que permet a la policia investigar el seu suposat paper en un frau de subvenció.